# Sendermuseum Königs Wusterhausen

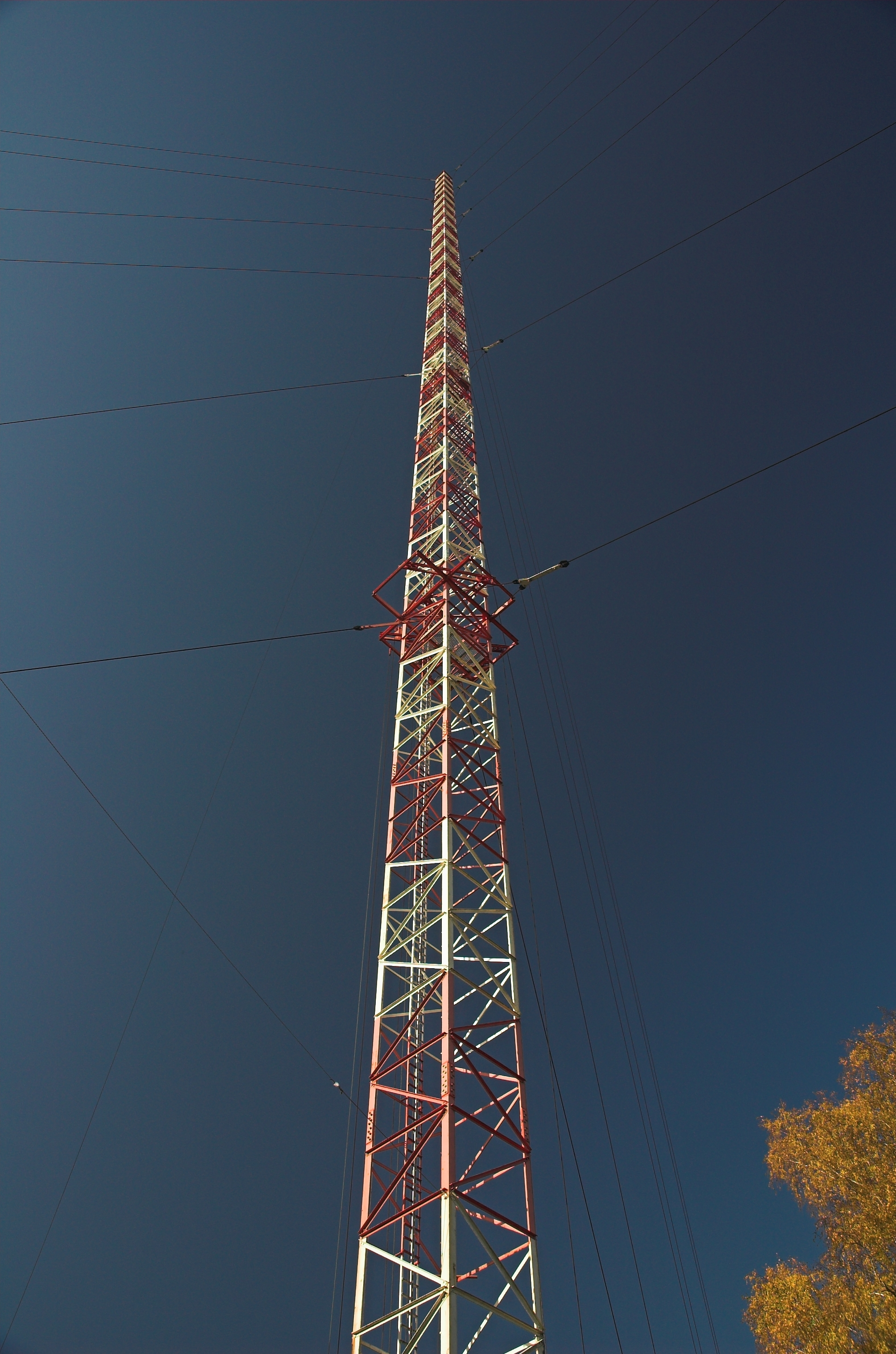
Mast 17, einziger erhaltener von sechs 210 Meter hohen ehemaligen Antennenträger, ein technisches Denkmal

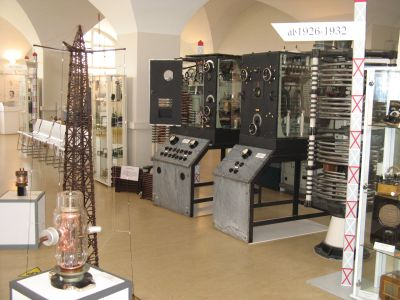
Sendersaal, der erste Ausstellungsraum des Museums

Das Sendermuseum Königs Wusterhausen ist ein seit 1992 auf dem Areal der einstigen Sendeanlage, dem Funkerberg in Königs Wusterhausen, befindliches Museum. Von dort sendete der posteigene Langwellensender am 22. Dezember 1920 in Deutschland erstmals ein Weihnachtskonzert.

## Geschichte
Das 1993 eröffnete Sendermuseum stellt über 1500 Exponate aus der Sendertechnik und als besonderes Schaustück den 1948 nach Königs Wusterhausen verfrachteten Sender Tegel aus, der immer noch in funktionsfähigem Zustand ist.
Es gab von 2005 bis 2006 Streit um die Nutzung des Gebäudes, das der Telekom gehörte und bis dahin unentgeltlich dem Museum überlassen worden war. Da die Telekom die Unterhaltskosten nicht weiter bezahlen wollte, musste das Museum am 31. Juli 2005 schließen und sollte zwangsgeräumt werden. Nach längeren Verhandlungen beschloss die Stadt Königs Wusterhausen am 22. Oktober 2006, das Gelände für einen Euro von der Telekom zu übernehmen und zu einem touristischen Anziehungspunkt auszubauen. Das Museum wurde im Juli 2007 wiedereröffnet und als Stiftung betrieben.
Es gab Aktionen für Kinder, Funktechnikbörsen, Sonderausstellungen (beispielsweise im Jahr 2014 eine Ausstellung zur Entwicklung des Fernsehens in Deutschland) oder öffentliche Veranstaltungen. Ein dazu gegründeter Förderverein Sender KW unterstützt die Stadt bei ihren Bemühungen um den Erhalt und das Vorführen der Technik.
Das Museum ist wegen Sanierungsarbeiten geschlossen (Stand: Anfang 2025).